# Harue Akagi
Harue Akagi (japonès: 赤木春恵)  (Manxúria, 14 de març de 1924 - Tòquio, 29 de novembre de 2018), nom artístic d'Ayako Oda (小田章子, Oda Ayako), va ser una actriu japonesa.

## Biografia
Harue Akagi és coneguda per les seves interpretacions en papers secundaris en sèries de televisió.
El 2013, a 88 anys, Harue Akagi va assumir el paper principal de la pel·lícula Pekorosu no haha ni ai ni iku (ペコロスの母に会いに行く) Azuma Morisaki, convertint-se així, segons el llibre dels rècords Guinness, en l'actriu de més edat que va tenir un paper principal en una pel·lícula. També va guanyar el premi Mainichi a la millor actriu per aquesta interpretació.
Tractada de la malaltia de Parkinson durant tres anys, va morir d'aturada cardíaca a un hospital de Tòquio el 29 de novembre de 2018 a 94 anys.

## Filmografia

### Cinema
- 1949: Hanakurabe tanuki goten (花くらべ狸御殿) de Keigo Kimura
- 1949: Gokumon-to: Kaimei-hen (獄門島 解明篇) de Sadatsugu Matsuda: un vilatà
- 1955: Chiyari Fuji (血槍富士, Chiyari Fuji) de Tomu Uchida
- 1956: Akō Rōshi: Ten no Maki, Chi no Maki (赤穂浪士 天の巻 地の巻) de Sadatsugu Matsuda
- 1959: Shōnen Sarutobi Sasuke]' (少年猿飛佐助, Shōnen Sarutobi Sasuke) de Taiji Yabushita i Akira Daikubara: Omon Yayamata (veu)
- 1961: Miyamoto Musashi (宮本武蔵, Miyamoto Musashi) de Tomu Uchida: La dona de Kisuke
- 1962: Mabuta no haha (瞼の母, Mabuta no haha) De Tai Katō: Ofumi
- 1962: Kigeki ekimae onsen (喜劇 駅前温泉) de Seiji Hisamatsu: Kiyo
- 1962: Miyamoto Musashi: Hannyazaka no kettō (宮本武蔵 般若坂の決斗, Miyamoto Musashi: Hannyazaka no kettō) de Tomu Uchida: La dona de Kisuke
- 1962: Ōshō (王将, Ōshō) de Daisuke Itō: Oyuki
- 1963: Bushidō zankoku monogatari (武士道残酷物語, Bushidō zankoku monogatari) de Tadashi Imai
- 1967: Midaregumo (乱れ雲, Midaregumo) de Mikio Naruse
- 1979: Nichiren (日蓮) de Noboru Nakamura
- 2013: Pekorosu no haha ni ai ni iku (ペコロスの母に会いに行く) Azuma Morisaki: Mitsue Okano

### Televisió
- 1979 - 2011: 3年B組金八先生 (San-nen B-gumi Kinpachi-sensei)(Sèrie de TV)

## Premis i distincions
- 1993: medalla de cinta morada
- 2013: Premi de cinema Mainichi a la millor actriu per la seva interpretació a Pekorosu no haha ni ai ni iku[5]